# Konrāds Kalējs
Konrāds Kalējs (ur. 26 czerwca 1913, zm. 8 listopada 2001) – łotewski zbrodniarz wojenny.

## Życiorys
W czasie II wojny światowej był członkiem załogi obozu koncentracyjnego w Salaspils, gdzie przetrzymywano i mordowano Żydów i jeńców rosyjskich. Służył w łotewskim Arājs Commando, które, kolaborując z hitlerowcami, zamordowało ok. 30 tys. Żydów.
Po wojnie udało mu się wyemigrować do Australii.
Pomimo wielu świadectw zbrodniczej działalności K. Kalējsa, dopiero w 2000 r. ryska prokuratura wniosła przeciwko niemu akt oskarżenia.